# Клобуцкий повет
Клобуцкий повят (пол. Powiat kłobucki) — повят (район) в Польше, входит как административная единица в Силезское воеводство. Центр повята — город Клобуцк. Занимает площадь 889,15 км². Население — 84 765 человек (на 30 июня 2015 года).

## Административное деление
- города: Клобуцк, Кшепице
- городско-сельские гмины: Гмина Клобуцк, Гмина Кшепице
- сельские гмины: Гмина Липе, Гмина Медзьно, Гмина Опатув, Гмина Панки, Гмина Попув, Гмина Пшистайнь, Гмина Вренчица-Велька

## Демография
Население повята дано на 30 июня 2015 года.
| Перепись            | Всего  | Мужчины | Женщины |
| ------------------- | ------ | ------- | ------- |
|                     | чел.   | чел.    | чел.    |
| Всего               | 85 233 | 42 036  | 43 197  |
| Городское население | 17 550 | 8 453   | 9 097   |
| Сельское население  | 67 683 | 25 537  | 26 857  |